# Артур и Малтазарова освета
Артур и Малтазарова освета (фр. Arthur et la vengeance de Maltazard) француски је анимирани/играни филм  из 2009. године чији је писац, продуцент и режисер Лик Бесон, заснован на његовом истоименом роману, са главним улогама које тумаче Фреди Хајмор и Мија Фароу. ЕуропаКорп је продуцирала филм, који је други у Бесоновој Артур серији, након Артур и Минимоји. Филм је добио углавном негативне критике критичара. Био је успешан у Француској али, због неуспеха претходника на биоскопским благајнама у Сједињеним Америчким Државама изашао је на ДВД издању. Филм је лоше прошао у осталим државама. Као резултат тога, филм и његов наставак, Артур 3: Рат два света, генерисали су велики губитак новца за ЕуропаКорп.

## Радња
Прошле су три године од када је Артур спасио бабин и дедин дом као и Минимоје од злог М познатог као Малтазар, Артур остаје са својом бабом и дедом током летњег распуста, током којих Бого Матасалаји (фиктивно афричко племе) додељују Артуру низ тестова укључујући камуфлажу и ненасиље у животној средини. Након што је положио ове тестове, Артур се припрема да види Минимоје како би прославили, док његов отац не одлучи да одведе њега и његову мајку назад у метрополу. Када паук даје Артуру зрно пиринча који садржи позив у помоћ, за који верује да је дошао од Минимоја, он се враћа кући своје бабе и деде, где је Бого Матасалаји покушавају да му дају облик Минимоја кроз телескоп, а они га уместо тога умотавају у винову лозу са све већом затегнутошћу док не постане кап сока коју пребацују у трансформер за Минимоје. На путу да истражи стање Минимоја, Артур и Макс спашавају Бетамеша, који води Артура краљу. Затим сазнаје да Селенију држи Малтазар, који је инспирисан да упадне у људски свет повећавајући своју величину. Малтазар успева да превари Минимоје како би остварио свој план. Сам телескоп је уништен у процесу, остављајући Артура заробљеног у његовој величини Минимоја.